# Cambai (Namang)
Cambai is een bestuurslaag in het regentschap Bangka Tengah van de provincie Bangka-Belitung, Indonesië. Cambai telt 2753 inwoners (volkstelling 2010).